# Lithobius intermissus
Lithobius intermissus är en mångfotingart som beskrevs av Chamberlin 1952. Lithobius intermissus ingår i släktet Lithobius och familjen stenkrypare.
Artens utbredningsområde är Turkiet. Inga underarter finns listade i Catalogue of Life.